# Usine BMW de Kaliningrad
 (août 2013).
Si vous disposez d'ouvrages ou d'articles de référence ou si vous connaissez des sites web de qualité traitant du thème abordé ici, merci de compléter l'article en donnant les références utiles à sa vérifiabilité et en les liant à la section « Notes et références ».
L'usine BMW de Kaliningrad est une usine produisant des voitures de la marque BMW à Kaliningrad en Russie. L'usine démarre l'assemblage de véhicules en 1999.

## Historique
- 1997 : Conclusion d'un accord avec Avtotor (en) pour le lancement de l'usine.
- 1999 : Lancement de la production de Série 5 et Série 7.
- 2001 : Arrivée de la Série 3.
- 2013 : Le 100 000e exemplaire sort d'usine ; il s'agit d'une Série 5 qui, pour fêter l'événement donnera naissance à une série limitée.